# Ostrov (Myštice)
Ostrov (německy Wostrow) je osada v okrese Strakonice v Jihočeském kraji. Je součástí obce Myštice a katastrálního území Kožlí u Myštic. Nachází se asi 11 km severovýchodně od Blatné a asi 30 km severovýchodně od Strakonic. V roce 2021 zde žili čtyři obyvatelé ve třech domech.
Je zde registrováno 9 čísel popisných: 19, 20, 21, 22, 23, 25, 26, 29 a 30. Osada leží u Ostrovského rybníka.
| Rok            | 1869 | 1880 | 1890 | 1900 | 1910 | 1921 | 1930 | 1950 | 1961 | 1970 | 1980 | 1991 | 2001 | 2011 | 2021 |
| -------------- | ---- | ---- | ---- | ---- | ---- | ---- | ---- | ---- | ---- | ---- | ---- | ---- | ---- | ---- | ---- |
| Počet obyvatel | 59   | 67   | 75   | 55   | 67   | 67   | 52   | –    | –    | 28   | 26   | 18   | 13   | 5    | 4    |
| Počet domů     | 7    | 6    | 6    | 8    | 8    | 8    | 10   | –    | –    | 7    | 7    | 9    | 10   | 10   | 3    |